# Monohelea inflatistyla
Monohelea inflatistyla är en tvåvingeart som beskrevs av Debenham 1972. Monohelea inflatistyla ingår i släktet Monohelea och familjen svidknott. Inga underarter finns listade i Catalogue of Life.